# 伴村
伴村（ともむら）は、広島県安佐郡にあった村。現在の広島市安佐南区の一部にあたる。

## 地理
安川の最上流域に位置していた。

## 歴史
- 1889年（明治22年）4月1日、町村制の施行により、沼田郡伴村、大塚村が合併して村制施行し、伴村が発足[1][2]。旧村名を継承した伴、大塚の2大字を編成[2]。
- 1898年（明治31年）10月1日、郡の統合により安佐郡に所属[1][2]。
- 1955年（昭和30年）4月1日、安佐郡戸山村と合併し、町制施行し沼田町を新設して廃止された[1][2]。

## 産業
- 農業、畳表、建具[2]